# Bärbel Bohley

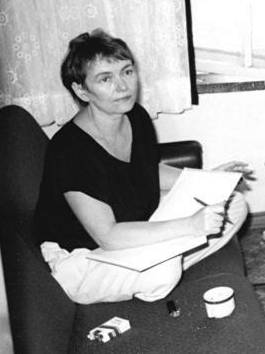
Bärbel Bohley, 1990

Bärbel Bohley (geboortenaam Brosius, Berlijn, 24 mei 1945 -  Strasburg (Uckermark), 11 september 2010) was een Duitse mensenrechtenactiviste en schilderes. Zij werd bekend in de nadagen van de DDR als mede-oprichter van de beweging Neues Forum.
Bärbel Brosius studeerde van 1969 tot 1974 aan de Kunsthochschule Berlin-Weißensee. In 1970 trouwde zij met de schilder Dietrich Bohley en kreeg een zoon. Vanaf 1974 werkte zij zelfstandig als kunstenaar. Bohley beschouwde Francisco de Goya en Käthe Kollwitz als haar voorbeelden. In 1979 werd zij bestuurslid van het officiële Verband Bildender Künstler der DDR (VBK).
In 1982 richtte Bohley de actiegroep Frauen für den Frieden op. Een jaar later werd zij uit het bestuur van het VBK gezet en kwam in de Stasi-gevangenis Hohenschönhausen terecht. Vanwege haar contacten met de West-Duitse Grünen werd zij beschuldigd van landesverräterischer Nachrichtenübermittlung. Zij kreeg als kunstenaar geen opdrachten meer van de staat en mocht haar werk niet meer tentoonstellen.
Vanaf die tijd zette Bohley zich verder in voor de mensenrechten en werd door de communistische partij, de SED, beschouwd als een gevaarlijk tegenstander. In 1986 was zij mede-oprichter van Initiative Frieden und Menschenrechte, de eerste mensenrechtenorganisaties in de DDR van de jaren tachtig. In 1988 werd zij tegen haar wil over de grens naar West-Duitsland gezet. Na een verblijf van 6 maanden in het Verenigd Koninkrijk keerde zij in augustus 1988 terug naar de DDR.
Op 9 augustus 1989 ondertekende Bohley als initiatiefnemer van de mensenrechtenbeweging Neues Forum als eerste de oprichtingsverklaring Die Zeit ist reif. Van mei tot december 1990 was Bohley voor Neues Forum lid van het Huis van afgevaardigden in Berlijn.
In september 1990 bezette zij onder het motto Meine Stasi-Akte gehört mir! het gebouw van de voormalige Oost-Duitse geheime dienst. Via een hongerstaking wist zij met andere mensenrechtenactivisten te bereiken dat dossiers van de Stasi toegankelijk werden voor het publiek. Nadat Bohley haar Stasi-dossier had ingezien beschuldigde zij haar toenmalige advocaat, Gregor Gysi, ervan dat hij informant bij de Stasi was geweest. Gregor Gysi, inmiddels parlementslid voor de PDS, de opvolger van de SED, spande rechtszaken tegen Bohley aan die hij won.
In 1994 kreeg zij de Orde van Verdienste van de Bondsrepubliek Duitsland en in 2000 de Deutsche Nationalpreis toegekend.
Vanaf 1996 was Bohley actief in voormalig Joegoslavië en zette zich via de hoge vertegenwoordiger van de internationale gemeenschap in Bosnië en Herzegovina ervoor in dat vluchtelingen konden terugkeren en dat er voor hen nieuwe huisvesting kwam.
Van 1996 tot 2008 woonde Bohley in Kroatië. In 2008 keerde zij terug naar Berlijn voor de behandeling van haar longkanker. In 2010 overleed zij aan de gevolgen van deze ziekte.
- Gemeinsame Normdatei: 115405941
- International Standard Name Identifier: 0000 0000 3967 5401
- Library of Congress Control Number: n90620047
- Nationale Bibliotheek van Israël: 987007397810105171
- RKD-Nederlands Instituut voor Kunstgeschiedenis: 224232
- Système universitaire de documentation: 105784516
- Virtual International Authority File: 741179
- WorldCat: E39PBJgH8gJrHbWGypFXKj74MP